# Nicholas Kenyon
Sir Nicholas Roger Kenyon (Cheshire, 23 febbraio 1951) è un critico musicale britannico.
Responsabile dei BBC Proms dal 1996 al 2007, è stato poi amministratore delegato del Barbican Centre. Dal 2021 è critico d'opera per il Telegraph e visiting scholar della facoltà di musica dell'Università di Cambridge.

## Biografia
Ha studiato al St Bede's College di Manchester ed è stato fagottista della Stockport Youth Orchestra. Ha poi proseguito gli studi in storia al Balliol College dell'Università di Oxford. Concluso il percorso universitario è stato autore freelance su argomenti musicali, poi dal 1979 al 1982 critico musicale negli Stati Uniti per il New Yorker. Rientrato nel Regno Unito come critico del Times e per l'Observer, ha curato anche le riviste The Listener e Early Music.
Sovrintendente di BBC Radio 3 nel 1992 e direttore dei BBC Proms dalla stagione 1996 (poi sovrintendente agli stessi dal 2000), nel 2007 è stato nominato amministratore delegato del Barbican Centre della City di Londra. Dal 2021 è critico d'opera per il Telegraph e visiting scholar dell'Università di Cambridge.

## Riconoscimenti
- President's Medal della British Academy (2011)[1]

## Onorificenze
- Commendatore dell'Ordine dell'Impero britannico (2001)[2]
- Knight Bachelor (2008)[3]